# La Timone (quartier)
Pour les articles homonymes, voir La Timone.
La Timone est un quartier de Marseille, dans le 10e arrondissement. 
Il tire son nom d'une ancienne bastide marseillaise, propriété du négociant Jean Timon-David qui lui a donné son nom. 
Il est limité :
- au nord par le centre hospitalier et universitaire de la Timone qui est situé dans le 5e arrondissement, et par le cimetière Saint-Pierre ;
- au sud par le quartier de la Capelette ;
- à l'ouest par le boulevard Jean-Moulin.

L'axe principal du quartier est l'avenue de la Timone, qui le traverse d'ouest en est. L'autoroute A50 traverse en aérien la partie sud du quartier. L'ancienne voie ferrée reliant la Blancarde à la gare du Prado, utilisée plus récemment par les trains exportant les ordures de la ville vers la Crau, le traverse du nord au sud.
C'est un quartier tranquille, construit de vieilles maisons, et qui semble devoir échapper à la vague d'urbanisation qui transforme les quartiers voisins de Menpenti ou de la Capelette.